# Ökna, Vetlanda kommun
Ökna är en småort i Vetlanda kommun, kyrkby i Ökna socken i Jönköpings län.
Ökna ligger cirka 12 kilometer öster om Vetlanda om 7 kilometer norr om Kvillsfors, socknens största ort.
I Ökna ligger Ökna kyrka.
I byn finns det 37 hus varav sju är sommarhus.
- Wikimedia Commons har media som rör Ökna, Vetlanda kommun.